# Distretto di Menyamya
Il distretto di Menyamya, in inglese Menyamya District, è un distretto della Papua Nuova Guinea appartenente alla Provincia di Morobe. Ha una superficie di 3.729 km² e 55.000 abitanti (stima nel 2000)